# 约维察·埃莱佐维奇
约维察·埃莱佐维奇（羅馬化：Jovica Elezović，1956年3月2日—），塞尔维亚男子手球运动员。他曾代表南斯拉夫国家队参加1980年和1984年夏季奥林匹克运动会手球比赛，获得一枚金牌。